# Ann-Cathrine Byström
Ann-Cathrine Byström, född 23 december 1943 i Östersund, är en svensk dansare och skådespelare.

## Filmografi
- 1966 – Syskonbädd 1782

### Fotnoter
1. ↑  ”Ann-Cathrine Byström”. Svensk Filmdatabas. http://www.sfi.se/sv/svensk-filmdatabas/Item/?type=PERSON&itemid=67245&ref=%2ftemplates%2fSwedishFilmSearchResult.aspx%3fid%3d1225%26epslanguage%3dsv%26searchword%3dAnn-Cathrine+Bystr%C3%B6m%26type%3dPerson%26match%3dBegin%26page%3d1%26prom%3dFalse. Läst 18 februari 2013.